# Sagné
Sagné är en kommun i departementet Maghama i regionen Gorgol i Mauretanien. Kommunen hade 10 820 invånare år 2013.